# Sulaiman Said Al-Shikairi
Sulaiman Said Saif Al-Shikairi (29 ottobre 1984) è un calciatore omanita, centrocampista del Fanja.

## Carriera

### Club
Comincia a giocare in patria, al Muscat. Nel 2006 si trasferisce in Kuwait, all'Al Salmiya. Nel 2008 torna in patria, al Muscat. Nel 2011 viene acquistato dal Fanja.

### Nazionale
Ha debuttato in Nazionale nel 2003. Ha partecipato, con la Nazionale, alla Coppa d'Asia 2007. Ha collezionato in totale, con la maglia della Nazionale, 3 presenze.